# Draba majae
Draba majae är en korsblommig växtart som beskrevs av Berkut. och Andrej Pavlovich Khokhrjakov. Draba majae ingår i släktet drabor, och familjen korsblommiga växter. Inga underarter finns listade i Catalogue of Life.